# Stenasellus costai
Stenasellus costai là một loài chân đều trong họ Stenasellidae. Loài này được Lanza, Chelazzi & Messana miêu tả khoa học năm 1970.